# 平野次郎
平野 次郎（ひらの じろう、1940年〈昭和15年〉12月19日 - 2024年〈令和6年〉1月12日）は、日本のジャーナリスト、学者。日本放送協会 (NHK) 記者、解説委員を経て、学習院女子大学特別専任教授。荘田平五郎の曾孫。

## 人物
1940年（昭和15年）、銀行員・平野亮一郎の子として東京府（現：東京都）に生まれる。麻布高等学校を経て、国際基督教大学卒業。コーネル大学大学院留学。

### 経歴
コーネル大学大学院に2年間留学。1965年（昭和40年）、帰国してNHKに入局した。初任地は横浜放送局。報道局政治部記者、ワシントン支局特派員を歴任した。
1980年（昭和55年）からは、同局の情報番組『海外ウィークリー』にテレビ出演、幸田シャーミンとともに番組の進行を務めた。また、ニュース番組『NHKニュースワイド』、『ワールドニュース』への出演、同『NHKニュースTODAY』のアンカーマンなどとしても広く知られることとなった。
1991年（平成3年）には同局の解説委員に就任。国際問題を専門に担当し、定年退職後の2004年（平成16年）3月まで同職を務めた。同4月、学習院女子大学特別専任教授に就任。シンポジウムコーディネーターなどとしても活動した。海外TVドラマ『ザ・ホワイトハウス』の日本語版では監修を務めた。
2024年1月12日午後0時33分、肺炎のため東京都の病院で死去。83歳没。

### 家族
実兄は、元通産官僚、リース事業協会副会長の平野達郎。母方曽祖父は、元三菱財閥最高幹部の荘田平五郎。岳父は元日本電気名誉会長小林宏治。父方大伯父に篠原英太郎。

### 年表
- 1959年（昭和34年）- 麻布高等学校卒業
- 1963年（昭和38年）- 国際基督教大学卒業、コーネル大学大学院留学
- 1965年（昭和40年）- NHK入局
- 1980年（昭和55年）4月 -「海外ウィークリー」担当
- 1983年（昭和58年）-「NHKニュースワイド」外信キャスター
- 1984年（昭和59年）6月 - スイス・ジュネーブ支局特派員兼支局長
- 1987年（昭和62年）6月 - 帰国、「ワールドニュース」担当
- 1988年（昭和63年）4月 -「NHKニュースTODAY」のアンカーマン
- 1990年（平成2年）- ヨーロッパ総局長（ロンドン）
- 1991年（平成3年）- 帰国、NHK解説委員室
- 2001年（平成13年）3月 - NHKを定年退職、NHKプロモーションに所属し引き続き解説委員
- 2004年（平成16年）
  - 3月 - 解説委員退任
  - 4月 - 学習院女子大学別専任教授
- 2024年（令和6年）1月12日 - 死去[1]

## NHK時代の出演番組
- 海外ウィークリー（1980年4月〜1983年3月）
- NHKニュースワイド 外信キャスター（1983年4月〜1984年5月）
- ワールドニュース（1987年6月〜1988年3月）
- NHKニュースTODAY アンカーマン（1988年4月〜1990年3月）
- バラエティーざっくばらん（1994年4月〜1996年3月）
- 3か月英会話「英語の中の20世紀」（1998年10月〜12月）
- NHK人間講座「1998ノーベル賞 21世紀の英知」案内役（1999年7月〜9月）
- 英会話 ドラマでリスニング「新GOAL!青春のロンドン・レンジャーズ」講師（2003年4月〜9月）

## 主な著作
- 英語はお経!? TBSブリタニカ 1985年
- テレビニュース 主婦の友社 1989年
- ネコバンが一番〜ジロさんの早口巷段〜 角川書店 1990年
- ままならぬ人生だからこそ 高島忠夫 共著 講談社 1995年
- アメリカ合衆国大統領と戦争 青春出版社 2002年
- 公共放送BBCの研究 原麻里子・柴山哲也 編著 ミネルヴァ書房 2011年

※ 他に週刊テレビ雑誌で「地上（ここ）より永遠（とわ）に」というコラムを連載したことがある。